# Saint-Genest-d’Ambière
Saint-Genest-d’Ambière település Franciaországban, Vienne megyében. Lakosainak száma 1211 fő (2022. január 1.). Saint-Genest-d’Ambière Doussay, Lencloître, Orches, Ouzilly, Savigny-sous-Faye, Scorbé-Clairvaux, Sossais és Thuré községekkel határos.

## Népesség
A település népessége az elmúlt években az alábbi módon változott:
| Lakosok száma | 1267 | 1280 | 1300 | 1248 | 1227 | 1205 | 1197 | 1194 | 1211 |
|               | 2013 | 2015 | 2016 | 2017 | 2018 | 2019 | 2020 | 2021 | 2022 |